# Brandenburg–bayreuthi Krisztina lengyel királyné
Hohenzollern Krisztina vagy Brandenburg–bayreuthi Krisztina (németül: Christiane Eberhardine von Brandenburg-Bayreuth, lengyelül: Krystyna Eberhardyna Hohenzollernówna; Bayreuth, 1671. december 29. – Pretzsch an der Elbe, 1727. szeptember 4.) a Hohenzollern-ház brandenburgi ágából származó brandenburg–bayreuthi hercegnő, Károly Ernő őrgróf és Zsófia Lujza württembergi hercegnő elsőszülött gyermeke.
1693-ban a Wettin-házból származó Frigyes Ágost szász trónörökössel kötött házassága révén 1694-től Szászország választófejedelemnéje, majd férje 1697-es koronázását követően 1704-ig, majd 1709-től haláláig Lengyelország királynéja és Litvánia nagyhercegnéje. Egyetlen gyermeke a későbbi III. Ágost lengyel király.

## Élete

### Származása, családja
Christiane Eberhardine hercegnő Bayreuthban, a frankföldi Bayreuthi Őrgrófság székhelyén született, szüleinek első gyermekeként. Édesapja Christian Ernst von Brandenburg-Bayreuth őrgróf (1644–1712) volt, Bayreuth uralkodó fejedelme, Erdmann August von Brandenburg-Bayreuth trónörökös herceg (1615–1651) és Sophie von Brandenburg-Ansbach őrgrófnő (1614–1646) egyetlen fia.
Édesanyja az őrgróf második felesége, Sophie Luise von Württemberg hercegnő (1642–1702) volt, III. Eberhard württembergi herceg (1614–1674) és Anna Katharina von Salm-Kyrburg grófnő (Wild- und Rheingräfin, 1614–1655) leánya. Ebből a házasságból hat gyermek született, de csak hárman érték meg a felnőttkort.
- Christiane Eberhardine (1671–1727), 1693-tól Frigyes Ágost szász trónörökös felesége, 1697-től lengyel királyné.
- Eleonore Magdalene (1673–1711), 1704-től Hermann Friedrich von Hohenzollern-Hechingen gróf, császári tábornagy felesége.
- Claudia Eleonore Sophie (1675–1676), kisgyermekként meghalt.
- Charlotte Emilie (1677–1678), kisgyermekként meghalt.
- Georg Wilhelm trónörökös (1678–1726), 1712-től Bayreuth őrgrófja.
- Karl Ludwig (1679–1680), kisgyermekként meghalt.

Apjának első felesége, egyben unokanővére, Erdmuthe Sophie szász hercegnő, II. János György szász választófejedelem leánya 1670-ben gyermektelenül halt meg. A második feleséget, Sophie Luise von Württemberg hercegnőt 1671-ben Stuttgartban vette feleségül, gyermekei tőle születtek. Sophie Luise halála (1702) után az apa harmadszor is megnősült, 1703-ban Potsdamban Elisabeth Sophie von Brandenburg porosz hercegnőt (1674–1748), Frigyes Vilmos brandenburgi választófejedelem leányát vette feleségül, de ez a házasság, akár az első, gyermektelen maradt.

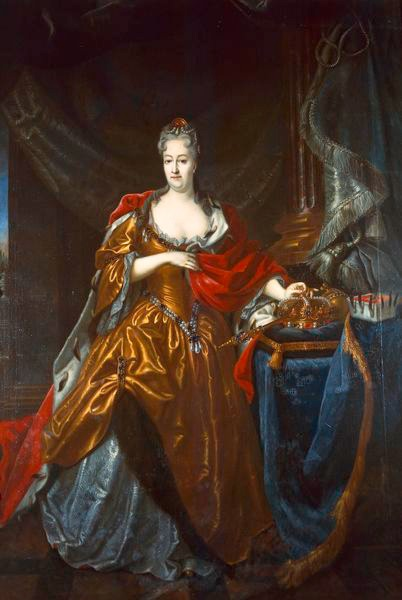
Christiane Eberhardine von Brandenburg-Bayreuth

### Házasságának előzményei
III. János György szász választófejedelem már 1690-től tárgyalásokat kezdett Christian Ernst őrgróffal egy lehetséges házasságkötésről a választófedelem második fia, Frigyes Ágost választófejedelmi herceg (Kurprinz) és az őrgróf legidősebb leánya, Christiane Eberhardine hercegkisasszony között. Szászország trónörököse ekkor még Frigyes Ágost elsőszülött bátyja, János György herceg volt, aki azonban egészen 1692-ig nem nősült meg, hanem szeretőjével, Magdalena Sibylla von Neitschütz grófnővel élt.
Christiane apja, Christian Ernst őrgróf húzta-halasztotta a határozott választ. Neki is, feleségének is fenntartásai voltak az igen csapodár természetűnek ismert vőlegény-jelölttel szemben. Frigyes Ágost első leveleit válasz nélkül hagyták, és más főúri családokkal tárgyaltak. Miután ezek a próbálkozások meghiúsultak, a szász herceg személye ismét előtérbe került.
Alapvetően dinasztikus házassági tervről volt szó. Christiane a porosz Hohenzollern-ház egyik oldalágából származott, de rokonságban állt a szász Wettinekkel is. III. János György választófejedelem anyja, a vőlegény apai nagyanyja Magdalena Sibylle von Brandenburg-Bayreuth hercegnő volt, Erdmann August von Brandenburg-Bayreuth őrgrófnak, Christiane Eberhardine hercegnő apai nagyapjának nővére. Menyasszony és vőlegény tehát egymásnak másodfokú unokatestvérei voltak. III. János György szász választófejedelem szándéka szerint ennek a házasságnek meg kellett erősítenie a két uralkodócsalád, a Hohenzollernek és a Wettinek családi kapcsolatát, és megszilárdítania a két fejedelemség, Bayreuth és Szászország szövetségét.
1691 szeptemberében III. János György szász választófejedelem elhunyt. Trónját idősebbik fia örökölte, IV. János György néven, aki trónörökössé előlépett öccse nevében folytatta az apja által megkezdett tárgyalásokat. A választófejedelem 1692. április 17-én megnősült, Eleonore von Sachsen-Eisenach hercegnőt, I. János György szász-eisenachi herceg leányát, Johann Griedrich von Brandenburg-Ansbach őrgróf özvegyét vette feleségül. Mivel szeretőjét, Magdalena Sibylla von Neitschütz grófnőt is „megtartotta”, a házasság súlyos konfliktusokba torkollott, gyermekük nem született. János György Öccse, Frigyes Ágost továbbra is a trón várományosa maradt. Christian Ernst őrgrófnak igen tekintélyes járandóságot sikerült kikötnie leánya részére, és 1692. november 12-én megkötötték a két család házassági szerződését.

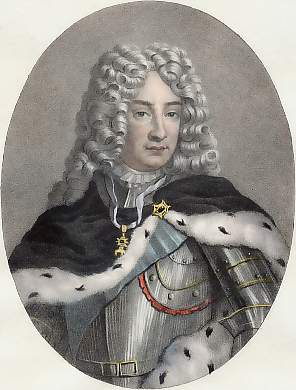
Férje, I. Frigyes Ágost

### Hercegi esküvő, megalázó házasság
Christiane Eberhardine hercegnő és Frigyes Ágost szász trónörökös esküvőjét 1693. január 20-án tartották Bayreuth-ban. Ezt négy hétig tartó ünnepségsorozat követte, ennek programjai közül fennmaradt Antonio di Nepita olasz zeneszerző Alfonsus (L’Alfonso) című operájának eredeti librettója, melyet ma a drezdai Szász Tartományi Könyvtár (Sächsische Landesbibliothek) őriz. Az olasz opera három felvonásához francia divat szerint megírt prológus és balettbetétek társulnak.
Az ünnepségek után az ifjú házaspár Drezdába utazott. Frigyes Ágost rövidesen hadbavonult. Bátyját, a választófejedelmet kísérte egy Ratzeburg elleni hadjáratba. Ifjú feleségét magára hagyta otthon. Mihelyt visszatért, máris a velencei karneválra utazott, innen Rómába és Nápolyba ment, a házastársi hűséget nem vette túl komolyan. 1694. április 4-én fekete himlőben elhunyt Neitschütz grófnő, IV. János György szeretője, majd 1694. április 27-én maga a választófejedelem is, ugyanebben a betegségben. Christiane férje Szászország választófejedelme lett, I. Frigyes Ágost néven. Az új uralkodó nagy boszorkánypert rendezett, és minden címétől, vagyonától megfosztotta a Neitschütz rokonságot.

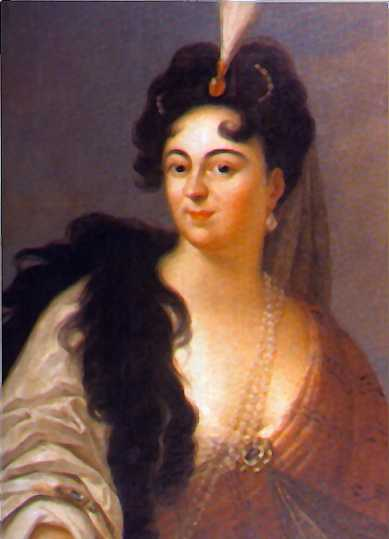
Aurora von Königsmarck grófnő

Christiane igen ritkán láthatta férjét. A testi erejéről „Erős Ágost”-nak nevezett fejedelem kegyencnőkkel vette körül magát. Bátyjától eltérően (aki egyetlen nagy hatalmú kegyencnő befolyása alatt állt), Frigyes Ágost sűrűn váltotta szeretőit. A Christiane esküvője (1693) és elhunyta (1727) között eltelt 34 év alatt férjének legalább egy tucat hivatalos kegyencnője volt (alkalmi szeretőit nem számítva): 1694-ig Kessel kisasszony (később Haugwitz felesége), 1694–1696 között Aurora von Königsmarck grófnő, 1696–1699 között Johanna Theresia von Lamberg grófné (született Esterle–Chodau), 1701–1706 között egy Fatima nevű török rabnő, akit Frigyes Ágost a magyarországi hadjáratból hadizsákmányként hozott magával, és aki később nemesi címet kapott és a vesztfáliai von Spiegel és von Castell-Remlingen családok ősanyja lett, 1698–1704 között Katharina von Altenbockum, aki utóbb Teschen hercegnéje lett, 1704–1713 között Constantia von Brockdorff grófnő, később von Cosel gróf felesége, 1706–1707 között a közrendű Henriette Rénard–Duval, egy francia–lengyel borkereskedő leánya, 1708-ban Angélique Duparc francia táncosnő és színésznő, 1713–1719 között Maria Magdalena Bielinska lengyel grófnő, aki később Dönhoff grófhoz, majd Lubomirski herceghez ment feleségül, 1720–1721 Erdmuthe Sophie von Dieskau grófnő (később von Loß grófné), 1721–1722 között Henriette von Osterhausen bárókisasszony, később Stanisławska grófné, 1722-től kezdve Anna Karolina Orzelska lengyel grófnő, aki később Schleswig-Holstein-Sonderburg-Beck hercegének felesége lett. Szeretőitől sok törvénytelen gyermeke is született. Számukat Vilhelmina porosz királyi hercegnő (1709–1758), I. Frigyes Vilmos porosz király leánya emlékirataiban 354-re teszi, ami nyilván túlzás, de érzékelteti a csapodár férj korabeli megítélését.
1695-ben és 1696-ban Lipót császár (szász segédcsapatok küldése fejében) Frigyes Ágostot nevezte ki magyarországi főhadparancsnokká. A választófejedelem Erdélybe és a Délvidékre vezetett törökellenes hadjáratokat, katasztrofális eredménnyel (lugosi csata, hetényi csata). A több hónapra rendszeresen magára hagyott Christiane fejedelemné édesanyjához írt leveleiben keserű szavakkal írt megalázó helyzetéről.

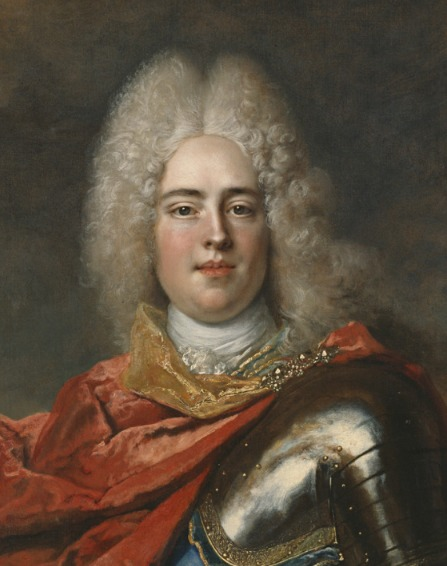
Fia, II. Frigyes Ágost (Nicolas de Largillière festménye)

A rossz házasság negyedik évében, 1686. október 17-én mégis megszületett a várva várt trónörökös, (II.) Frigyes Ágost herceg (Kurprinz), akinek világra jöttét fényesen megünnepelték. Christiane anyai örömét és büszkeségét azonban beárnyékolta, hogy még ugyanabban a hónapban, október 28-án férjének aktuális szeretője, Aurora von Königsmarck grófnő is szült egy fiút, Hermann Moritzot, akit apja Szászország grófjává tett, és aki Szász Móric (Moritz von Sachsen) néven később híres hadvezér, Franciaország marsallja lett.
A trónörökös születésének alkalmából Frigyes Ágost feleségének ajándékozta az Elba-menti Pretzsch kastélyát (Wittenberg közelében, a mai Szász-Anhalt tartományban). Sajátos körülmény, hogy ezt a kastélyt korábban a szász fejedelmi özvegyek lakóhelyeként használták, utoljára IV. János György özvegye, Eleonore von Sachsen-Eisenach fejedelemné lakott benne, aki néhány héttel unokaöccsének, a trónörökösnek születése előtt, 1696. szeptember 9-én hunyt el. Az így „szabaddá vált” kastély 135 km-re feküdt a fővárostól, Drezdától, és még messzebb (250 km-re) Christiane Eberhardine szülővárosától, Bayreuth-tól. A fejedelemné, aki a trónörökös világra hozásával teljesítette a Wettin-ház elvárásait, hamarosan távozott a szász fejedelmi udvartól, és a pretzsch-i kastélyba költözött.

### A hit védelmezője
Frigyes Ágost harcot indított a lengyel korona megszerzéséért, ennek érdekében 1697. június 2-án áttért a római katolicizmusra. 1697 szeptemberében Lengyelország királyává (egyben a Litván Nagyhercegség nagyhercegévé) koronázták. Feleségétől, a királynétól hasonló áttérést követelt, és fiát, (II.) Frigyes Ágostot, a lengyel trón várományosát is katolikus szellemben kívánta neveltetni. Christiane Eberhardine megtagadta az áttérést, hű maradt evangélikus hitéhez annak árán is, hogy haláláig nem lépett Lengyelország földjére. Férje emiatt elvette tőle fiának, a trónörökösnek nevelési jogát, és a gyermeket saját anyjára, Anna Zsófia dán királyi hercegnőre bízta annak ellenére, hogy a Christiane anyósa (az 1670-ben elhunyt III. Keresztély dán király leánya, V. Keresztély király húga, IV. Frigyes király nagynénje) maga is ragaszkodott lutheránus vallásához. Apja akaratát követve később (II.) Frigyes Ágost herceg is áttért a katolicizmusra (1712-ben).
A gyermekétől való elszakítás lelki gyötrelme még inkább eltávolította őt férjétől. Szászország lutheránus többségű lakosságában az uralkodó áttérése politikai konfliktust eredményezett, sokan féltek egy általános rekatolizációtól. Christiane Eberhardine-t a protestánsok példaképüknek, hitük védelmezőjének tekintették, a katolikusok bírálták és csúfolták. A fejedelemné saját költségén protestáns imakönyveket nyomatott ki és osztatott szét ingyenesen a nép között.

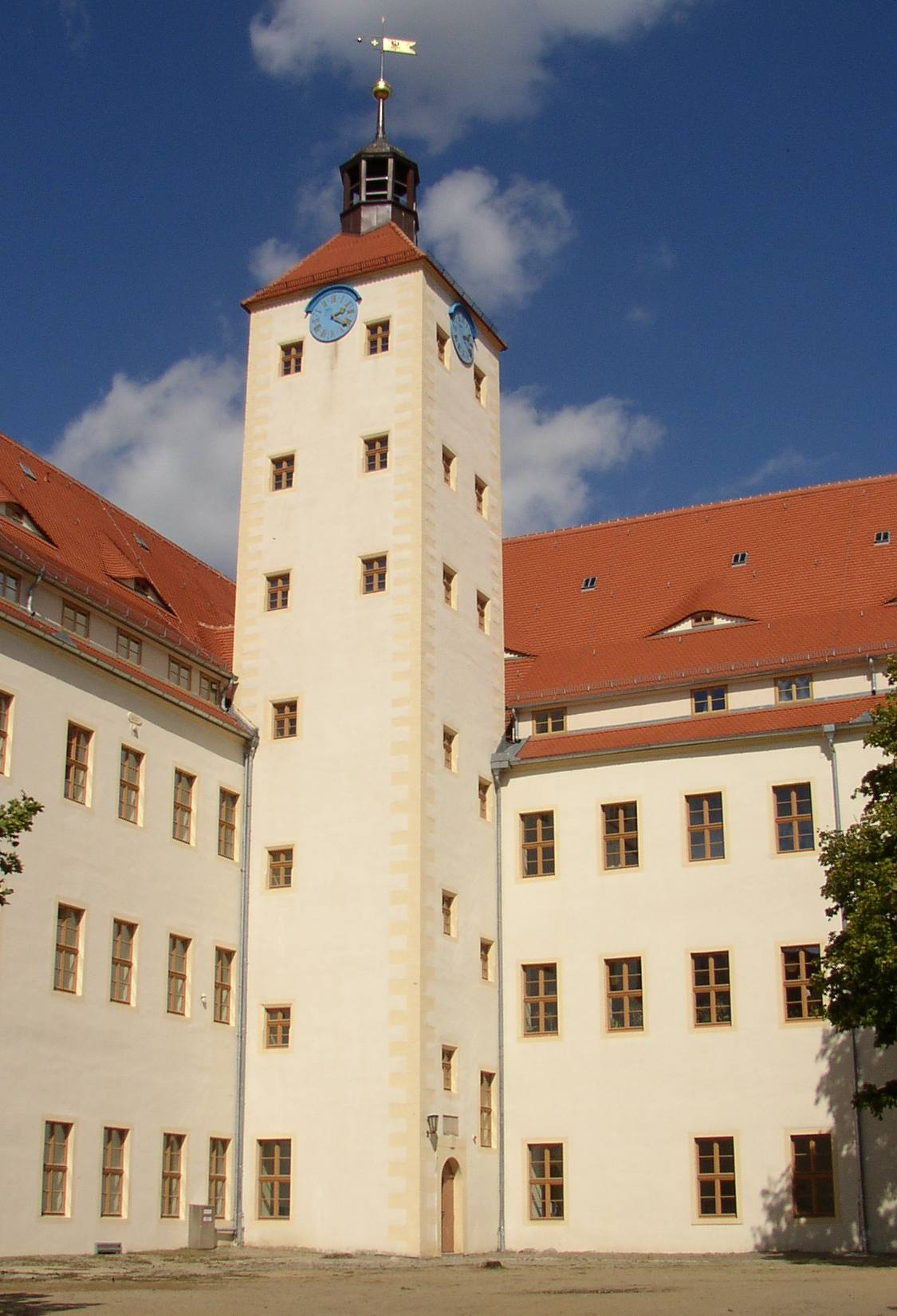
A pretzsch-i kastély

### Visszavonultságban
A konfliktusok miatt Christiane Eberhardine elhagyta a fejedelmi udvart és az Elba-menti Pretzsch kastélyba költözött, ideje nagy részét itt és a torgaui Hartenfels kastélyban töltötte. Csak kivételes alkalmakra, hivatalos ünnepségekre ment vissza a drezdai udvarba.
A fejedelemné saját vidéki udvaránál pezsgő kultúra és művészeti központ fejlődött ki. Christiane udvarában működött 1726-ban bekövetkezett haláláig Stephan Jänichen kamarazenész és udvari zeneszerző (maître de musique), itt is van eltemetve. A fejedelemné gyakran utazott haza szülővárosába, Bayreuthba is, ahol szülei operaelőadásokat szerveztek tiszteletére. Zenetörténészek valószínűsítik, hogy Christiane Eberharine állhatott a lipcsei opera előadásai áttevődtek Bayreuth-ba. A zene mellett a fejedelemné a helyi ipart is támogatta, 1697-ben megvásárolta a Constantin Fremel által alapított üveghutát.
Pretzsch városát még 1693-ban tűzvész sújtotta, a házak fele megsemmisült. Az 1696-ban ideköltöző Christiane Eberhardine intenzív építkezésbe kezdett. Pöppelmann szász tartományi építőmester vezetésével a következő években a kastély körül számos új „lovagi ház” (Kavaliershäuser) épült. Pöppelmann felépítette és új toronnyal látta el a pretzsch-i templomot, felújította a kastély körüli raktárakat, műhelyeket. Munkája hosszú időre meghatározta a város képét. A lutheránus hitét őrző fejedelemné más protestáns országokban is tiszteletnek örvendett, udvarát gyakran látogatták főrangú vendégek. 1721-ben a pretzsch-i kastélyban tartotta esküvőjét Keresztély dán trónörökös herceg (IV. Frigyes király fia, 1730-tól VI. Keresztély néven Dánia és Norvégia királya). Az 1696–1727 között eltelt három évtized Pretzsch városának fellendülést hozott, Szászország legjelentősebb városai között emlegették, Drezda, Lipcse és Torgau mellett.

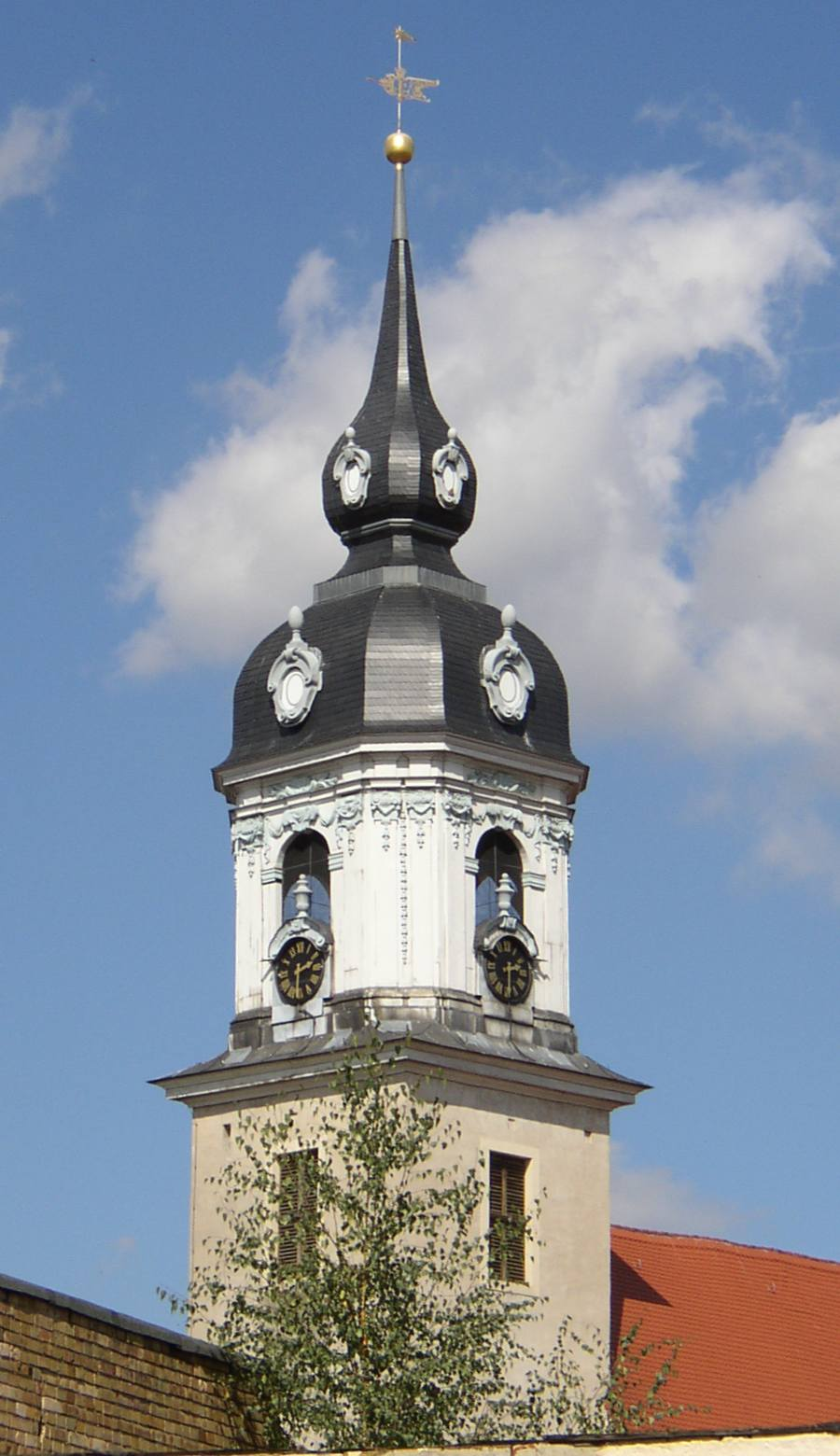
Nyughelye, a pretzsch-i Szent Miklós-templom

### Elhunyta
Az alattvalói körében is népszerűséget és szeretetet élvező, mégis magányos Christiane Eberhardine 1727. szeptemberének első napjaiban hirtelen megbetegedett, és szeptember 4-én meg is halt. Azonnal felmerült a gyanú, hogy katolikus ellenlábasai megmérgezhették. A gyanú egy évszázadon át fennmaradt. AZ újabb kutatások szerint azonban halálának legvalószínűbb oka egy későn felismert vakbélgyulladás volt. Meghagyása szerint a pretzsch-i városi templom kriptájában temették el, sírhelye ma is látható.
Temetésén sem férje, sem fia nem jelent meg. Az uralkodó hathetes hivatalos állami gyászt rendelt el. Ennek lejártakor, 1727. október 17-én a lipcsei Szent Pál-templomban (Paulinerkirche) állami gyászünnepséget tartottak. Johann Sebastian Bach ekkor mutatta be az alkalomra írt új művét, „Laß, Fürstin, laß noch einen Strahl” kezdetű kantátáját, Johann Christoph Gottsched szövegével (BWV-száma: 198).